# Zelia Nuttall

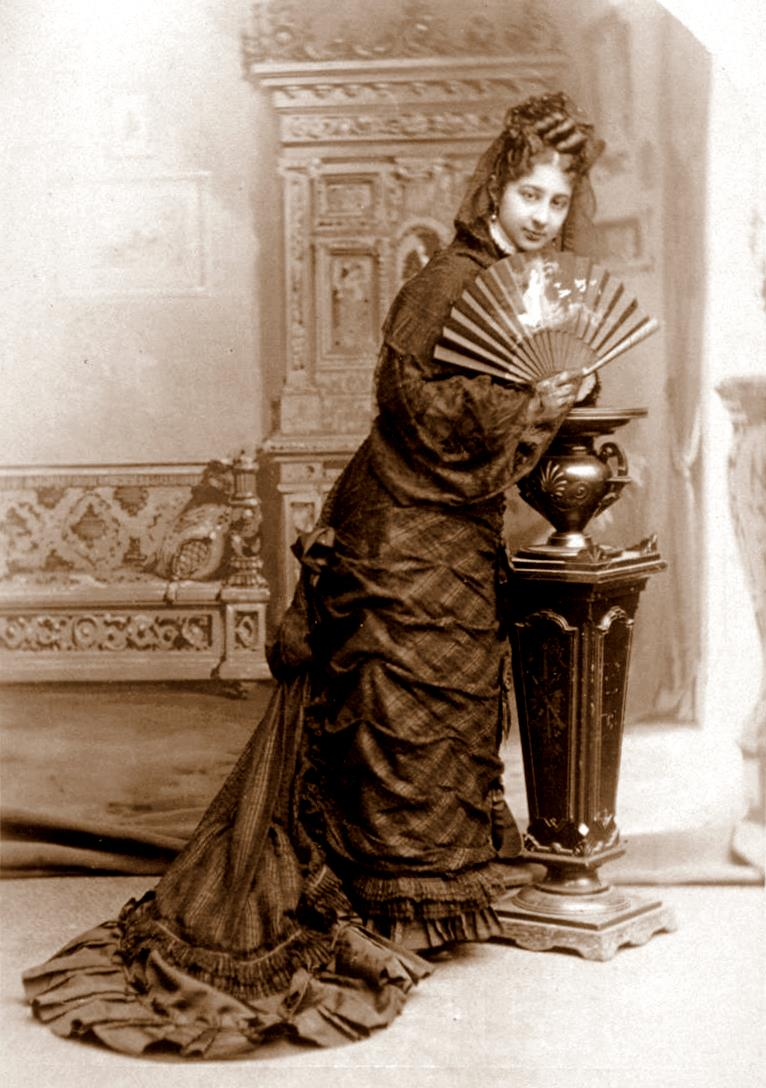
Zelia Nuttall

Zelia Maria Magdalena Nuttall (San Francisco, 6 september 1857 – Coyoacán, 12 april 1933) was een Amerikaans archeologe en antropologe die zich specialiseerde in de voor-Azteekse culturen van Meso-Amerika.
Nuttalls ouders waren afkomstig uit Ierland en Mexico. Ze groeide op in verschillende Europese landen en studeerde aan het Bedford College in Londen. Zij keerde in 1876 met haar familie terug naar San Francisco en huwde in 1880 de Franse antropoloog Alphonse Louis Pinart, met wie ze een dochter kreeg. Het paar ging uit elkaar in 1884 en scheidde in 1888.
Na haar scheiding leefde Nuttall in Mexico-Stad en Dresden. Ze werkte eerst voor het Nationaal Museum van Mexico en later voor het Peabody Museum van de Harvard-universiteit over Mexicaanse precolumbiaanse archeologie. Vanaf 1902 woonde zij in Coyoacán bij Mexico-Stad, maar ondernam talloze reizen naar archeologische vindplaatsen en op zoek naar precolumbiaanse manuscripten, vooral in privébibliotheken van de Europese adel. Zij ontdekte in de bibliotheek van Lord Zouche of Haryngworth een Mixteekse codex, sindsdien bekend als de Codex Zouche-Nuttall, waarin onder andere de daden van Acht Hert Jaguarklauw worden beschreven. Nuttall liet in 1902 een facsimile met inleiding uitgeven van deze codex, die zich momenteel in het British Museum bevindt. Nuttall schreef talloze monografieën die binnen haar vakgebied tegenwoordig als 'klassiekers' gelden.
- Biblioteca Nacional de España: XX1050718
- Bibliothèque nationale de France: cb13483946f (data)
- Gemeinsame Normdatei: 117588032
- International Standard Name Identifier: 0000 0001 2037 5991
- KulturNav: 1346a539-cb14-4e48-960a-ca2bb6c55e63
- Library of Congress Control Number: n84227314
- Nationale Bibliotheek van Israël: 987007279895205171
- Nederlandse Thesaurus van Auteursnamen: 07018559X
- SNAC: w6ps8k01
- Système universitaire de documentation: 067069835
- Virtual International Authority File: 34609511
- WorldCat: E39PBJbWxv9RwbwTTGJVDCGmBP